# Vernet-les-Bains
Vernet-les-Bains is een gemeente in het Franse departement Pyrénées-Orientales (regio Occitanie). De plaats maakt deel uit van het arrondissement Prades. Vernet-les-Bains telde op 1 januari 2022 1.441 inwoners.

## Geografie
De oppervlakte van Vernet-les-Bains bedroeg op 1 januari 2022 16,76 vierkante kilometer; de bevolkingsdichtheid was toen 86 inwoners per km².

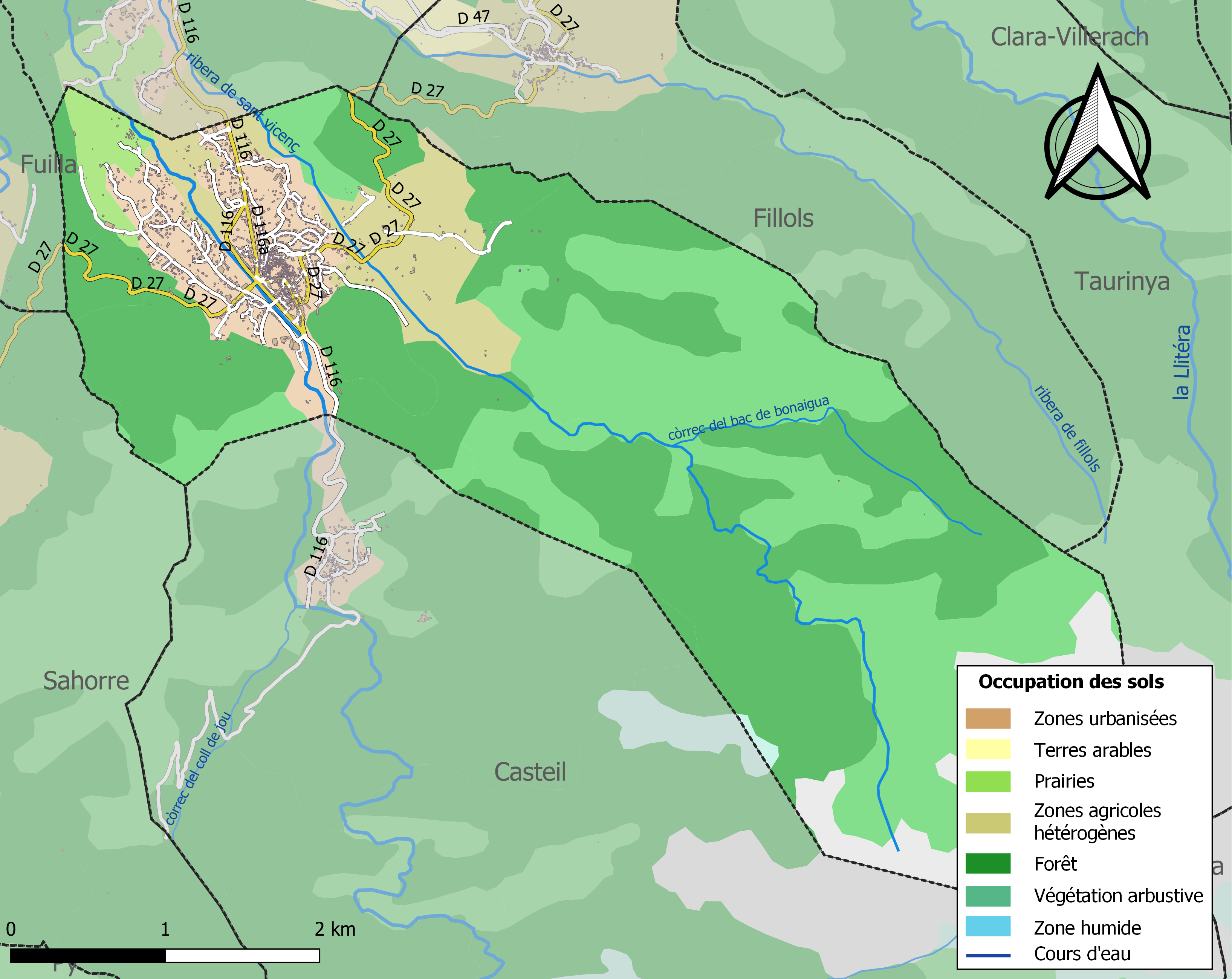
Kaart van de gemeente met de belangrijkste infrastructuur, bodemgebruik en omliggende gemeenten

## Demografie
Onderstaande figuur toont het verloop van het inwonertal (bron: INSEE-tellingen).

## Afbeeldingen

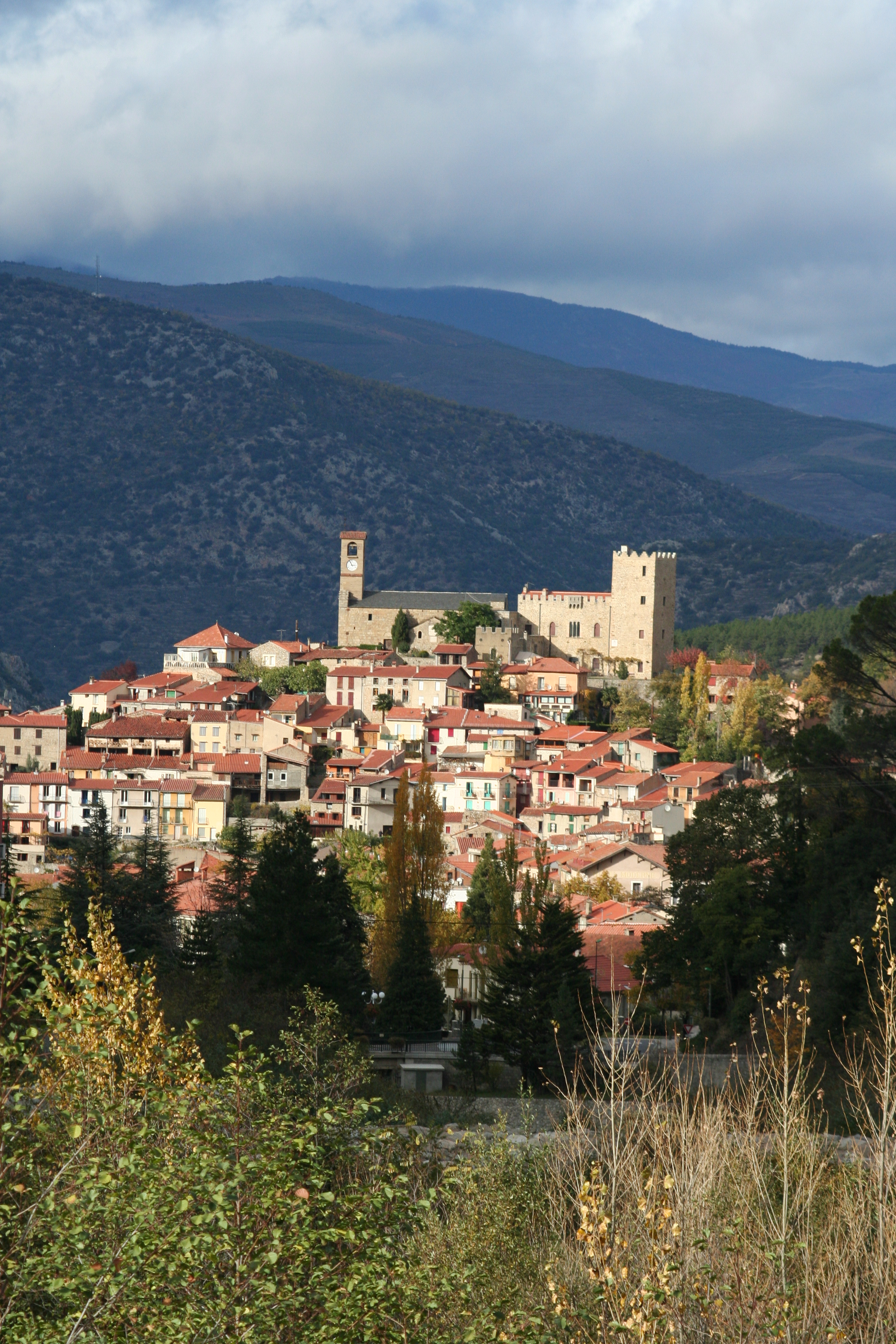
Gezicht op Vernet-les-Bains
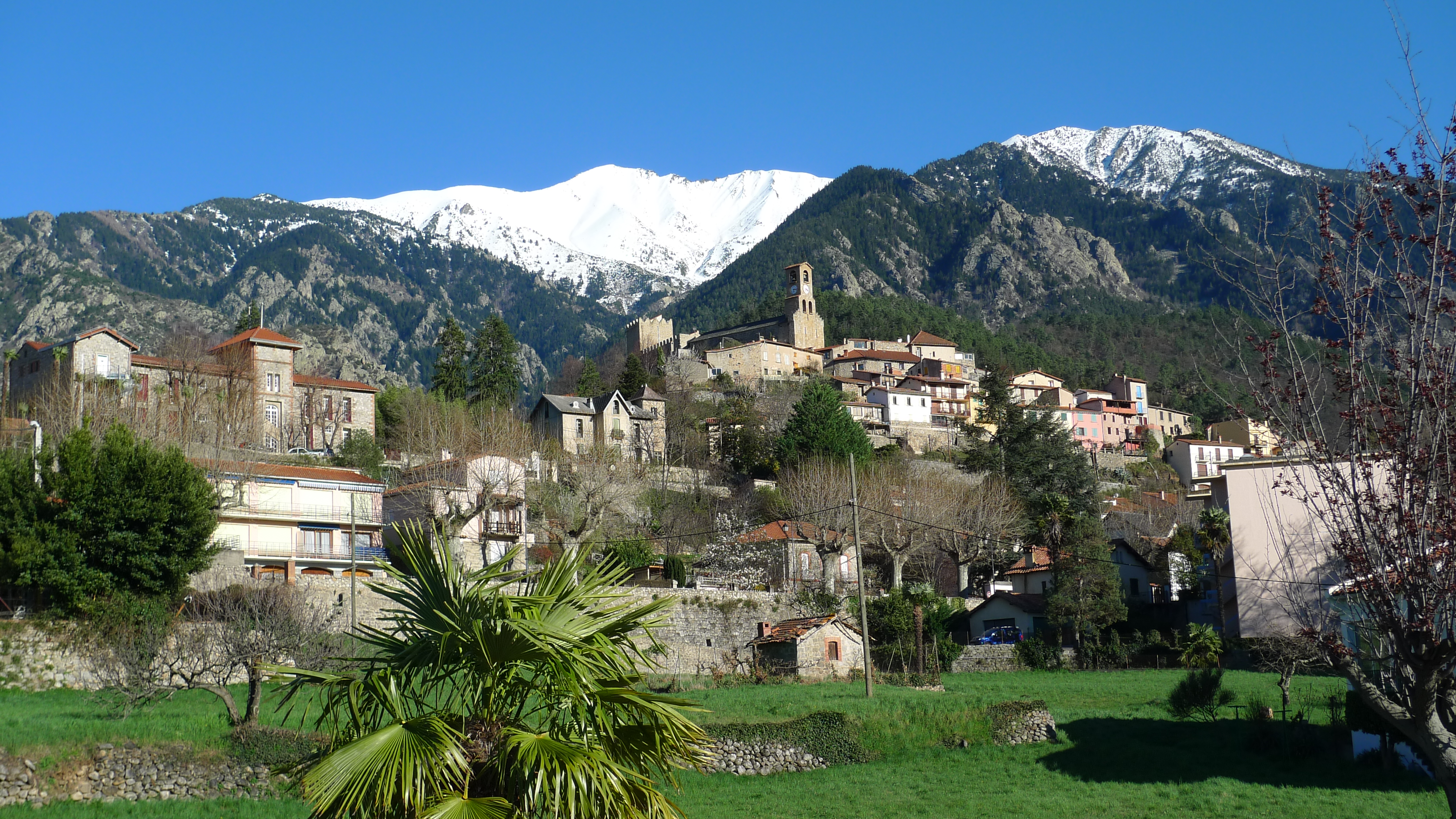
Op de achtergrond de Pic du Canigou en de Pic du Quazemi
Poster van de Compagnie des Chemins de fer du Midi